# Понти (Франция)
Понти́ (фр. Pontis, окс. Pontiç) — коммуна во Франции, находится в регионе Прованс — Альпы — Лазурный Берег. Департамент коммуны — Альпы Верхнего Прованса. Входит в состав кантона Ле-Лозе-Юбей. Округ коммуны — Барселоннет.
Код INSEE коммуны — 04154.

## Население
Население коммуны на 2008 год составляло 70 человек.
| 1962 | 1968 | 1975 | 1982 | 1990 | 1999 | 2008 |
| ---- | ---- | ---- | ---- | ---- | ---- | ---- |
| 87   | 64   | 62   | 63   | 44   | 45   | 70   |

## Экономика
В 2007 году среди 42 человек в трудоспособном возрасте (15—64 лет) 33 были экономически активными, 9 — неактивными (показатель активности — 78,6 %, в 1999 году было 75,0 %). Из 33 активных работали 32 человека (18 мужчин и 14 женщин), безработной была 1 женщина. Среди 9 неактивных 2 человека были учениками или студентами, 4 — пенсионерами, 3 были неактивными по другим причинам.

## Достопримечательности
- Приходская церковь Сен-Жером (XIX век)
- Часовня Сен-Пьер
- Старинный замок, частично восстановлен

## Известные уроженцы и жители
- Луи де Понти (1583—1670) — маршал Франции, писатель.

## Фотогалерея
- Понти
- Мэрия
- Церковь
- Часовня